# Puente Irakkandi
El Puente Irakkandi es el tercer puente más largo en el país asiático de Sri Lanka con una longitud de 300 metros. Se extiende por la Laguna Irrakkandi vinculando Trincomalee con Pulmoddai. El puente fue terminado y declarado abierto el 20 de octubre de 2009 por el presidente Mahinda Rajapaksa, junto con el puente Kinniya. Fue construido con la ayuda financiera del gobierno de Arabia Saudita.